# Harry Verbeke
François Harry Verbeke (Leeuwarden, 10 april 1922. - Haarlem, 27 januari 2004) was een Nederlands tenorsaxofonist.
Hij was zoon van Cornelia Lena van Popering en onderwijzer Charles Ludovicus Verbeke.
Op zijn twaalfde begon hij aan een studie viool maar stapte drie jaar later over op de hobo. Hij kreeg ook een opleiding tot technisch tekenaar.
Hij leerde zichzelf saxofoon spelen in een klerenkast van het ouderlijk huis, want "de Duitse bezetter hield noch van jazz, noch van saxofoon". 
Na de Tweede Wereldoorlog groeide Verbeke uit tot een van de grote tenorsaxofonisten van Nederland en Europa. 

## Diamond Five
Hij maakte tot 1963 deel uit van de vermaarde Diamond Five, samen met Cees Smal (tp, ventiel-tb), Cees Slinger (piano), Jacques Schols (b) en Johnny Engels (d). De Diamond Five was een eersteklas hard-bop combo. Ze hadden de Amsterdamse nachtclub Sheherezade als basis en waren ook  eigenaars van de club. Ze brachten een aantal prachtige platen uit en in 1963 hadden ze een optreden met het Concertgebouworkest in het Amsterdamse Concertgebouw. Deze musici inspireerden de filmer Louis van Gasteren zo, dat deze begin jaren zestig een documentaire maakte met moderne Nederlandse jazz als onderwerp.

## Boy Edgar Big Band
In 1960 werd Boy Edgar leider/arrangeur van een Big Band die was geformeerd rond de Diamond Five. Harry maakte samen met dit orkest 2 Lp's die zelfs een recensie kregen in het toonaangevende Amerikaanse jazzblad Down Beat. Het orkest kreeg vooral faam door de geweldige kwaliteit van de saxofoonsectie, met onder anderen Tinus Bruijn, Piet Noordijk, Theo Loevendie, Herman Schoonderwalt, Toon van Vliet en Harry Verbeke.

## Harry Verbeke Quartet
Vanaf 1967 had hij zijn eigen kwartet. Ook daar zijn een aantal opnames van. (zie discografie)

## Orkesten
Hij speelde onder andere met de orkesten/ensembles van:  Ted Powder,  Rob Pronk,  Boy Edgar,  The Millers,  Jerry van Rooyen en  Tony Eyk. Ook heeft hij gemusiceerd met Billy Higgins, Herbie Lewis
Ook speelde Verbeke op vele jazzfestivals, was vaak te horen in het live jazzprogramma van de Tros "Sesjun" en was een graag geziene gast op het North Sea Jazzfestival. 

## Prijzen
- won 2 Edisons
- Wessel Ilckenprijs (1968) van de stichting Jazz in Nederland
- Musicus van het jaar (1968)
- Pollwinnaar (lezerverkiezingen) in jazzbladen
- Meer Jazz-prijs

## Discografie
Er staan wel 60 LP en CD opnames op zijn naam.
O.a.:
- 1964 – Nardis / Herman Schoonderwalt Orchestra / Tony Vos (sx) Herman Schoonderwalt (sx) Cees Smal (tp) Jan Vleeshouwer (tr) Ruud Bosch (trb) Rudy Brink (sx) Harry Verbeke (sx) Fred van Ingen (sx) Jacques Schols (bs) Cees See (dr)
- 196? - 4-Tet-Universe / Harry Verbeke
- 1969 - Goin’ Upstream / Harry Verbeke Quintet
- 1973 - Broedermelk / Harry Verbeke met Joop Verbeke (p), Martin van Duynhoven (dr), Henk van Veldhuizen (b); live LP met 5 nummers uit optreden in jazz- en literaircafé Paasepartout in Leeuwarden (22 dec. 1972)
- 1973 - Back Together / Diamond Five + Greetje Kaufeld
- 1974 -  Barbecue Party / Tonny Eyk Quartet
- 1978 - You Or No One / Harry Verbeke Quartet
- 1979 + 1982 -  2 cd’s voor Timeless opgenomen, onder andere Stardust, met het Rob Agerbeek Quartet / deels heruitgegeven op cd Timeless CDSJP334.
- 1985 - Plays Romantic Ballads / Harry Verbeke Quartet
- 19?? - Seven Steps / Harry Verbeke / Timeless SJP 173
- 19?? - 35 jaar Millers / m.m.v.Sanny Day-Pia Beck-Eddy Doorenbos-Herman Schoonderwalt-Harry Verbeke-Coen van Nassou
- 2002 - A Living Legend / Harry Verbeke / Gasten: Colette Wickenhagen + Nathaly Masclé
- 2018 - Broedermelk / Heruitgave van de LP uit 1973, aangevuld met een gelijknamige dubbel-CD met de gehele opname van die avond: Harry Verbeke met Joop Verbeke (p), Martin van Duynhoven (dr), Henk van Veldhuizen (b); optreden in jazz- en literaircafé Paasepartout in Leeuwarden (22 dec. 1972)

## Recensies
- "Bronstig" - noemde Recensent John Oomkes (Haarlems Dagblad) het geluid van Harry Verbeke
- "heavyweight tenorplayer met het geluid van Stanley Turrentine" - website Allaboutjazz
- "Als mens is Harry even warm als zijn timbre" - oneliner notes van Vivian Boelen bij een van zijn cd's

- Bibliothèque nationale de France: cb13948619z (data)
- International Standard Name Identifier: 0000 0000 4118 7597
- Library of Congress Control Number: no98005216
- MusicBrainz: 498c3014-3068-400d-8989-5d3d3414b305
- Nederlandse Thesaurus van Auteursnamen: 101350082
- Virtual International Authority File: 44490554
- WorldCat: E39PBJdgTjM3btm46Bkm8PYF8C